# Passos (Mirandela)
Passos é uma povoação portuguesa sede da Freguesia de Passos do Município de Mirandela, freguesia com 18,43 km² de área e 333 habitantes (censo de 2021), tendo, por isso, uma densidade populacional de 18,1 hab./km².

## Demografia
A população registada nos censos foi:
| Distribuição da População por Grupos Etários | Distribuição da População por Grupos Etários | Distribuição da População por Grupos Etários | Distribuição da População por Grupos Etários | Distribuição da População por Grupos Etários |
| -------------------------------------------- | -------------------------------------------- | -------------------------------------------- | -------------------------------------------- | -------------------------------------------- |
| Ano                                          | 0-14 Anos                                    | 15-24 Anos                                   | 25-64 Anos                                   | > 65 Anos                                    |
| 2001                                         | 74                                           | 58                                           | 230                                          | 117                                          |
| 2011                                         | 28                                           | 53                                           | 208                                          | 134                                          |
| 2021                                         | 19                                           | 24                                           | 152                                          | 138                                          |

## Património
- Abrigos rupestres do Regato das Bouças
- Algumas fotografias da serra dos Passos:

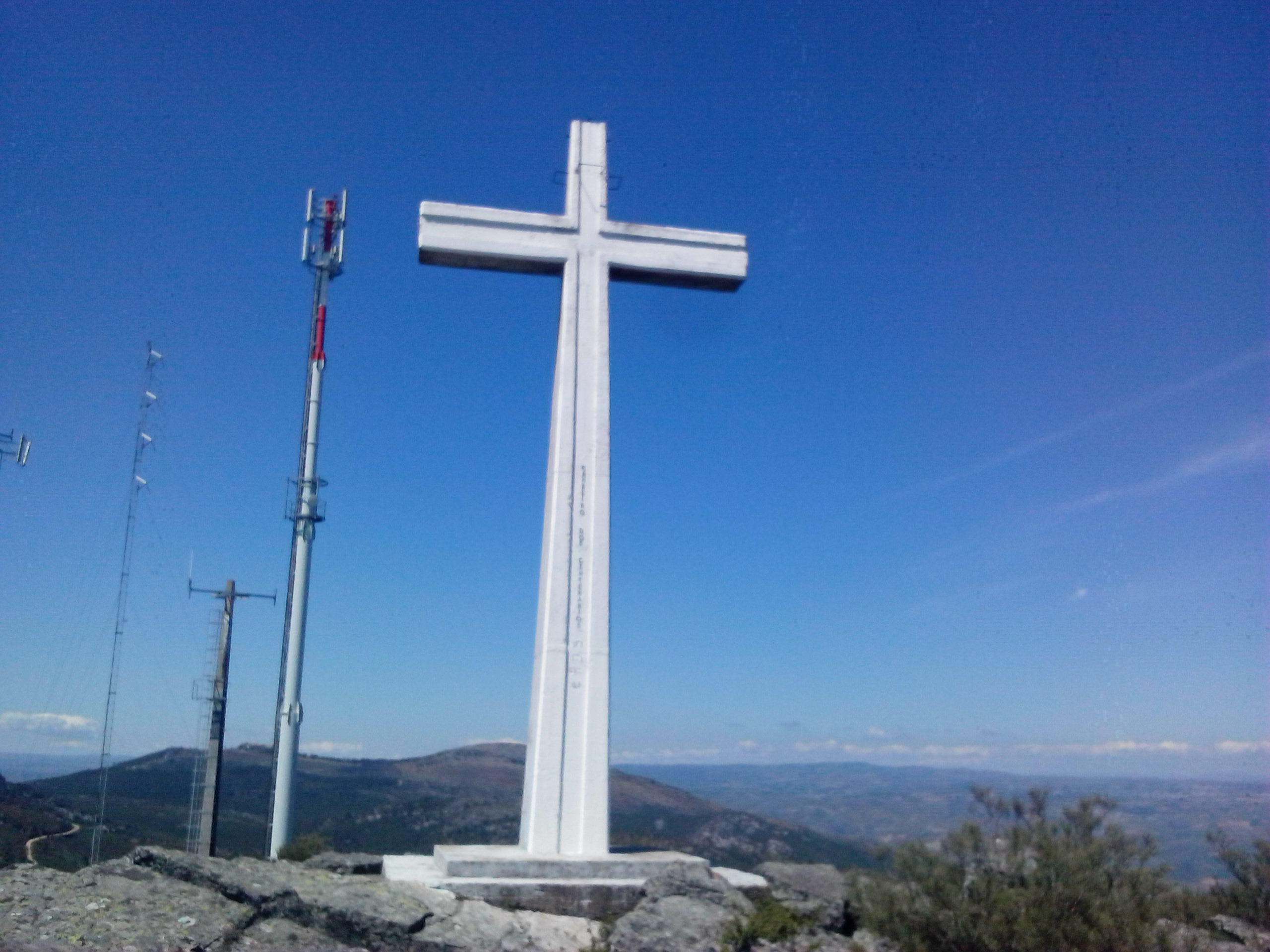
Cruzeiro na serra
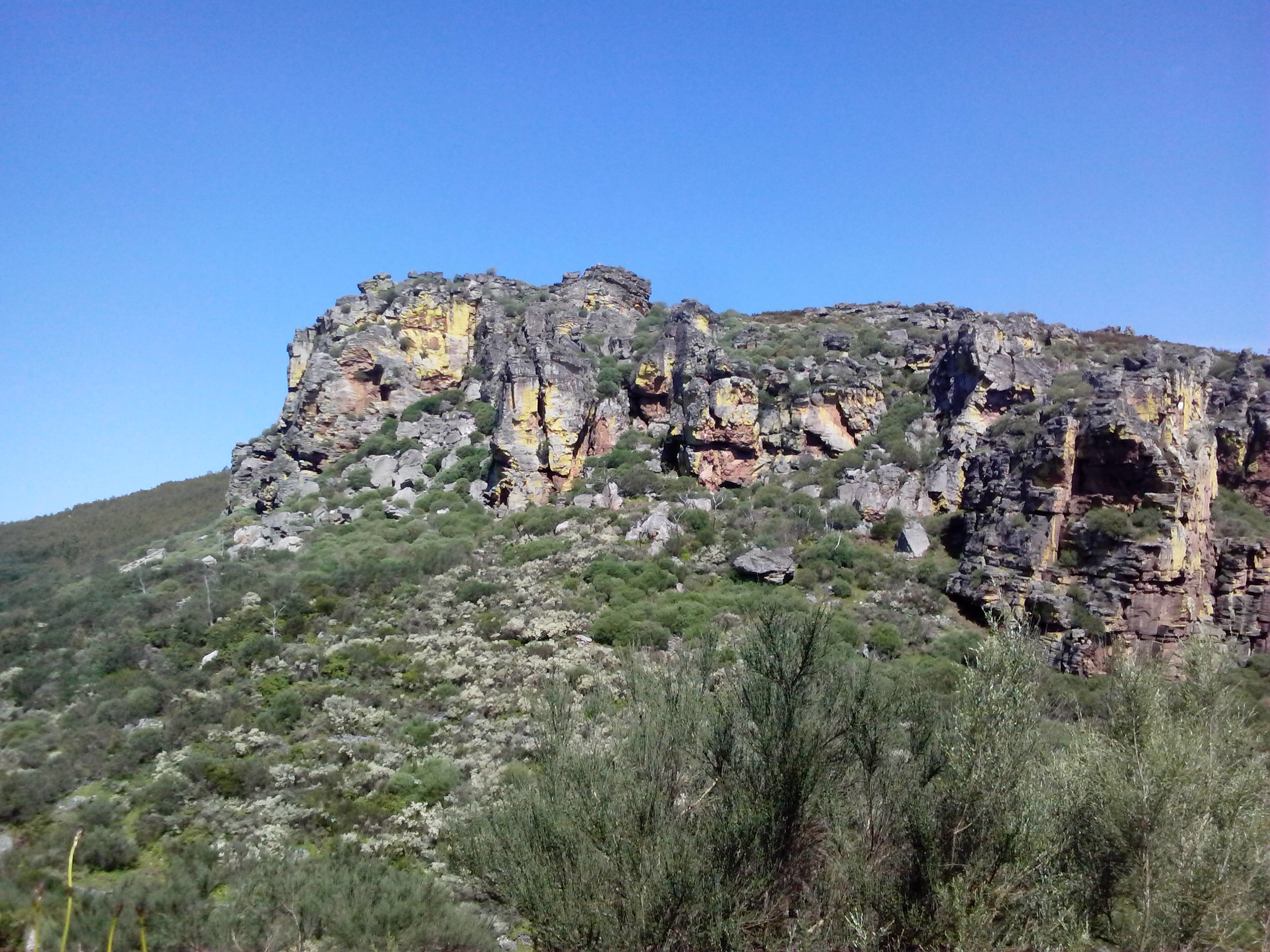
Fraga Amarela
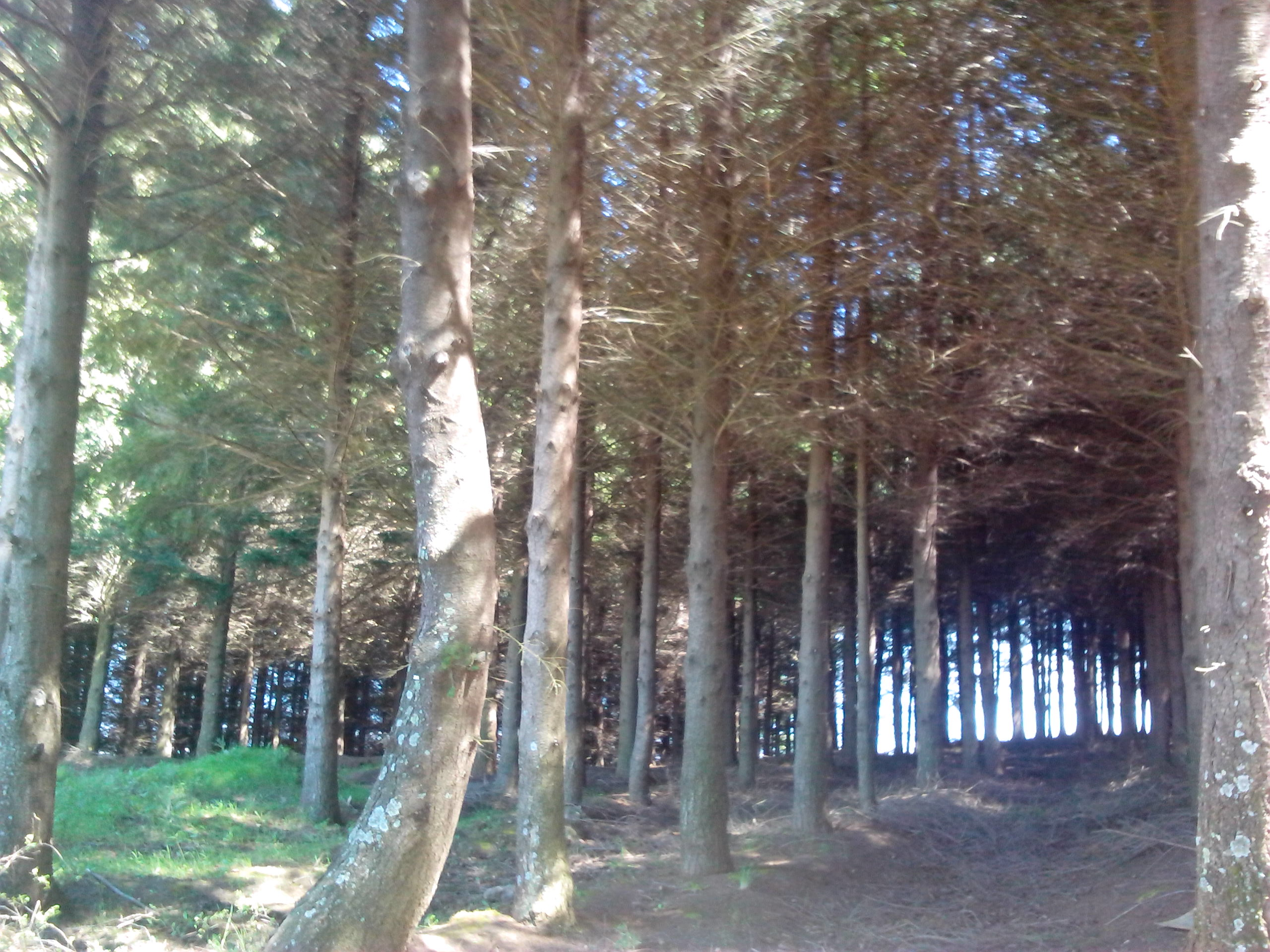
Resto da floresta de pinheiros mansos depois do ultimo fogo na serra.